# Leroy Labylle
Leroy Labylle (Luik, 11 maart 1991) is een Belgisch voetballer van Marokkaanse afkomst die bij voorkeur als verdediger speelt, maar ook inzetbaar is als middenvelder.

## Carrière

### KRC Genk
Op 17 september 2010 mocht hij in de met 3-1 gewonnen thuismatch tegen Sporting Lokeren in de 87e minuut invallen en zo zijn debuut maken voor het eerste elftal van KRC Genk. Hij speelde uiteindelijk 3 wedstrijden voor deze club.

### Standard Luik
In de winterstop van het seizoen 2010/11 vertrok hij naar Standard Luik. Hij speelde slechts 2 wedstrijden als invaller. Op 6 februari 2011 mocht hij tijdens de uitwedstrijd bij KAS Eupen (0-1 zege) in blessuretijd invallen voor Réginal Goreux. Een week later, in de verloren thuiswedstrijd (0-2) tegen zijn ex-club Genk, verving hij na 67 minuten Henry Eninful. Bij deze twee wedstrijden zou het dus blijven.

### MVV, eerste periode
Met ingang van 31 januari gaat hij tot het einde van het seizoen 2011/12 op huurbasis bij MVV Maastricht spelen. Na afloop van dat seizoen trok Labylle op definitieve basis naar MVV. In Maastricht kwam hij tot 46 optredens en 4 doelpunten.

### PEC Zwolle
Na twee en een half seizoen in Maastricht te hebben gevoetbald, tekende hij op 2 september 2013 een contract voor drie seizoenen bij PEC Zwolle. Hij maakte zijn debuut in de verloren wedstrijd tegen AFC Ajax door in de 79e minuut in te vallen voor Maikel van der Werff. In de winter van het seizoen 2014/15 werd hij een half seizoen verhuurd aan zijn oude club MVV Maastricht. Bij terugkomst ontbond Zwolle zijn contract, zodat hij transfervrij op zoek kon naar een nieuwe club. Een dag later tekende hij een contract tot medio 2016 bij MVV.

### MVV, tweede periode
Leroy Labylle liep in de derby tegen Fortuna Sittard op 30 november 2015 een zware blessure op. Hij brak zijn scheenbeen. Na een lange revalidatieperiode sloot hij op amateurbasis in het seizoen 2016/17 toch weer aan bij de selectie van MVV. De linksback heroverde een plek in de basiself en dwong dusdoende een nieuwe verbintenis voor anderhalf jaar af bij de Maastrichtse eerstedivisionist. In zijn tweede periode bij MVV speelde hij 65 wedstrijden, waarin hij goed was voor twee goals. 

### VVV-Venlo
Ondanks een doorlopend contract vertrok Labylle aan het eind van het seizoen weer bij MVV. Hij stapte over naar eredivisionist VVV-Venlo dat hem voor twee jaar vastlegde. In Venlo slaagde hij er echter niet in om een basisplaats als linksback te veroveren. Trainer Maurice Steijn gaf op die positie doorgaans de voorkeur aan Roel Janssen en Labylle diende zijn contract bij VVV niet uit.

### N.E.C.
Begin augustus 2018 werd Labylle overgenomen door N.E.C. waar hij een driejarige verbintenis ondertekende. Op 17 augustus maakte hij tijdens de eerste speelronde zijn debuut voor N.E.C. in de thuiswedstrijd tegen SC Cambuur. In zijn enige seizoen bij N.E.C. speelde hij 41 wedstrijden, hij miste slechts één wedstrijd door een schorsing. 

### RFC Seraing
Op 22 juli 2019 werd zijn contract bij N.E.C. ontbonden. Een dag later sloot Labylle aan bij RFC Seraing dat uitkomt in de Eerste klasse amateurs. Hij promoveerde met RFC Seraing naar de Eerste klasse B, waar hij vervolgens niet aan spelen toe kwam. In 2021 verliet hij RFC Seraing.

### MVV, derde periode
Labylle keerde in augustus 2021 transfervrij terug bij MVV Maastricht, waar hij in het verleden al 111 wedstrijden voor speelde in twee periodes. Hij tekende een tweejarig contract tekende met de optie voor een extra seizoen. Hij maakt zijn rentree in de 61e minuut voor Kai-David Bösing in een met 0-1 gewonnen uitwedstrijd bij Jong FC Utrecht. Labylle was in het seizoen 2021/22 basisspeler onder trainer Klaas Wels. Het daaropvolgende seizoen 2022/23 haalde hij met MVV de play-offs voor promotie naar de Eredivisie door vijfde te eindigde. In seizoen 2023/24 wisselde hij de linksback positie af met Lars Schenk en liep hij met MVV de play-offs net mis op de laatste speeldag: MVV eindigde op de negende plaats. Na afloop van het seizoen verliet Labylle de Maastrichtse club waarvoor hij in totaal 193 officiële wedstrijden speelde.

### R. Union Hutoise
In augustus 2024 sloot de transfervrije verdediger aan bij R. Union Hutoise.

## Carrièrestatistieken
| Seizoen                                | Club            | Competitie       | Competitie | Competitie | Beker | Beker | Overig | Overig | Totaal | Totaal |
| Seizoen                                | Club            | Competitie       | Wed.       | Dlp.       | Wed.  | Dlp.  | Wed.   | Dlp.   | Wed.   | Dlp.   |
| -------------------------------------- | --------------- | ---------------- | ---------- | ---------- | ----- | ----- | ------ | ------ | ------ | ------ |
| 2010/11                                | KRC Genk        | Eerste klasse    | 3          | 0          | 0     | 0     | 0      | 0      | 3      | 0      |
| 2010/11                                | Standard Luik   | Eerste klasse    | 2          | 0          | 0     | 0     | 0      | 0      | 2      | 0      |
| 2011/12                                | Standard Luik   | Eerste klasse    | 0          | 0          | 0     | 0     | 0      | 0      | 0      | 0      |
| 2011/12                                | → MVV           | Eerste divisie   | 14         | 1          | 0     | 0     | 2      | 0      | 16     | 1      |
| 2012/13                                | MVV             | Eerste divisie   | 24         | 3          | 0     | 0     | 2      | 0      | 26     | 3      |
| 2013/14                                | MVV             | Eerste divisie   | 4          | 0          | 0     | 0     | 0      | 0      | 4      | 0      |
| 2013/14                                | PEC Zwolle      | Eredivisie       | 7          | 0          | 2     | 0     | 0      | 0      | 9      | 0      |
| 2014/15                                | PEC Zwolle      | Eredivisie       | 0          | 0          | 0     | 0     | 0      | 0      | 0      | 0      |
| 2014/15                                | → MVV           | Eerste divisie   | 14         | 1          | 0     | 0     | 0      | 0      | 14     | 1      |
| 2015/16                                | MVV             | Eerste divisie   | 15         | 0          | 1     | 1     | 0      | 0      | 16     | 1      |
| 2016/17                                | MVV             | Eerste divisie   | 30         | 0          | 1     | 0     | 4      | 0      | 35     | 0      |
| 2017/18                                | VVV-Venlo       | Eredivisie       | 21         | 0          | 1     | 0     | –      | –      | 22     | 0      |
| 2018/19                                | N.E.C.          | Eerste divisie   | 37         | 0          | 2     | 0     | 2      | 0      | 41     | 0      |
| 2019/20                                | RFC Seraing     | Eerste nationale | 17         | 2          | 2     | 0     | –      | –      | 19     | 2      |
| 2020/21                                | RFC Seraing     | Eerste klasse B  | 0          | 0          | 0     | 0     | –      | –      | 0      | 0      |
| 2021/22                                | MVV             | Eerste divisie   | 18         | 0          | 1     | 0     | –      | –      | 19     | 0      |
| 2022/23                                | MVV             | Eerste divisie   | 28         | 0          | 1     | 0     | 2      | 0      | 31     | 0      |
| 2023/24                                | MVV             | Eerste divisie   | 31         | 1          | 1     | 0     | –      | –      | 32     | 1      |
| 2024/25                                | Union Hutoise   | Tweede afdeling  | 12         | 1          | 0     | 0     | –      | –      | 12     | 1      |
| Carrière totaal                        | Carrière totaal | Carrière totaal  | 277        | 9          | 12    | 1     | 12     | 0      | 301    | 10     |
| Bijgewerkt tot en met 25 december 2024 |                 |                  |            |            |       |       |        |        |        |        |

## Erelijst
Met  KRC Genk
| Nationaal            |    |         |
| Landskampioen België | 1x | 2010/11 |

Met  PEC Zwolle
| Nationaal                    |    |         |
| Winnaar KNVB beker           | 1x | 2013/14 |
| Winnaar Johan Cruijff Schaal | 1x | 2014    |

## Privéleven
- Labylle heeft een relatie gehad met de Miss België winnares 2013 Noémie Happart.